# Richard Arenstorf
Richard F. Arenstorf (Hamburgo, 7 de noviembre de 1929-Nashville (Tennessee), 18 de septiembre de 2014) fue un matemático estadounidense que descubrió una órbita estable entre la Tierra y la Luna, llamada Órbita de Arenstorf, que fue la base de la órbita utilizada por el Programa Apolo para ir a la Luna. Murió el 18 de septiembre de 2014 a causa de una paro cardíaco.

## La órbita Arenstorf
Si bien Kepler descubrió empíricamente la órbita de un satélite alrededor del Sol y Newton demostró teóricamente que era elíptica, en el momento en que Estados Unidos estaba interesado en ir a la Luna, no existía una solución conocida para la forma de un satélite que órbita regularmente alrededor de dos objetos, como una nave espacial que va entre la Tierra y la Luna. Este es un caso especial del infame problema de los tres cuerpos, para el cual no se conoce una solución analítica general debido a su complejidad de resolver el efecto de tres cuerpos que se tiran entre sí mientras se mueven, un total de seis interacciones. Sin embargo, el caso de un satélite Tierra-Luna se puede simplificar a cuatro interacciones, porque aunque los tres objetos gravitacionalmente se atraen entre sí, el efecto de la gravedad de la nave espacial sobre el movimiento de la Tierra y la Luna mucho más masiva es prácticamente inexistente. Arenstorf encontró una órbita estable para una nave espacial que órbita entre la Tierra y la Luna, con forma de "8" con la Tierra o la Luna dentro de cada bucle del "8". Esta órbita es la base del camino que va desde la Tierra a la Luna y que adaptó el Programa Apolo. Para una presencia permanente en la Luna, Arenstorf ideó el llamado "Bus Espacial", un ferry que podría orbitar regularmente suministros y personas entre la Tierra y la Luna sin gastar combustible. Al permanecer en la órbita de Arenstorf, los astronautas lunares regresarían automáticamente a la Tierra. Antes de dejar la NASA en el primer aterrizaje lunar, Arenstorf trazó una órbita de rescate de emergencia, que se utilizó en el incidente del Apolo 13, en el que una avería obligó a abortar el aterrizaje en la Luna. Gracias a Arenstorf, los astronautas finalmente regresaron a salvo a la Tierra sin un cambio significativo de su ruta.

## Carrera posterior
Después del primer aterrizaje lunar, Arenstorf se convirtió en profesor de matemáticas en la Universidad de Vanderbilt, donde se especializó en mecánica celeste y teoría analítica de números. En teoría de números, su especialidad eran las propiedades de la función zeta de Riemann, que permite hacer generalizaciones sobre la naturaleza de los números primos.